# Cikanyere
Cikanyere is een bestuurslaag in het regentschap Cianjur van de provincie West-Java, Indonesië. Cikanyere telt 7614 inwoners (volkstelling 2010).